# Arne Øien
Arne Øien (* 22. Dezember 1928 in Oslo; † 5. Oktober 1998 ebenda) war ein norwegischer Ökonom und Politiker der Arbeiderpartiet (Ap). Er war von Mai 1986 bis Oktober 1989 der Öl- und Energieminister seines Landes und mit Unterbrechung von 1980 bis 1990 der Generaldirektor des Statistikamts Statistisk sentralbyrå.

## Leben
Øien wuchs in Oslo auf und er beendete seine Schulzeit im Jahr 1947. Im Jahr 1954 schloss er sein Wirtschaftsstudium an der Universität Oslo ab. Anschließend wurde als Referatsleiter im norwegischen Statistikamt Statistisk sentralbyrå (SSB) tätig. Er arbeitete im SSB vor allem im Bereich der Steuerforschung. Ein Rockefeller-Stipendium führte ihn im Jahr 1957 in die Vereinigten Staaten, wo er an die Harvard University und das Massachusetts Institute of Technology (MIT) kam. Nach seiner Rückkehr war er bis 1966 weiter Referatsleiter beim Statistisk sentralbyrå, bevor er dort bis 1968 als Forscher arbeitete. Zwischen 1966 und 1967 war er zudem als Wirtschaftsberater für die Provinzregierung in Ostpakistan (heute Bangladesch) tätig. In der Zeit von 1969 bis 1970 war er kommissarischer Vizeabteilungsdirektor beim Statistisk sentralbyrå. Zwischen 1971 und 1978 arbeitete Øien als Abteilungsleiter im norwegischen Finanzministerium, danach war er dort bis 1980 als Wirtschaftsberater beschäftigt. Danach kehrte er zum Statistikamt zurück, wo er Generaldirektor wurde.
Am 4. Februar 1981 wurde er unter Ministerpräsidentin Gro Harlem Brundtland zum Staatssekretär im Statsministerens kontor, also der Staatskanzlei, ernannt. Er blieb bis zum Abtritt der Regierung Brundtlands am 14. Oktober 1981 im Amt. Danach übernahm er bis 1986 erneut die Stelle als Generaldirektor des norwegischen Statistikamtes. In der am 9. Mai 1986 neu gebildeten Regierung Brundtland II wurde Øien zum Öl- und Energieminister ernannt. Das Ende seiner Amtszeit kam mit dem Regierungswechsel am 16. Oktober 1989.
Seine Zeit beim Statistisk sentralbyrå endete im Jahr 1990. Anschließend war er bis 1995 Finansråd, also der Generalsekretär des Finanzministeriums. Øien arbeitete danach zwischen 1996 und 1998 bei der Beratungsfirma Stradec. Im Oktober 1998 erlag er einem Krebsleiden.

## Werke
- 1957: Skattlegging og offentlige finanser i Norge
- 1965: Progressiviteten i skattesystemet
- 1982: Statistisk sentralbyrå. Perspektiv for 1980-årene